# Алексиус Фугер фон Кирхберг и Вайсенхорн
Алексиус Фугер фон Кирхберг и Вайсенхорн (на немски: Alexius Fugger von Kirchberg und Weissenhorn; * 15 януари 1562 в Аделсхофен; † 10 август 1623 в Аделсхофен) е фрайхер на Фугер фон Кирхберг-Вайсенхорн, господар на Аделсхофен в област Фюрстенфелдбрук в Горна Бавария.
Той е син на търговеца, библиофил и хуманист фрайхер Йохан Якоб Фугер фон Кирхберг и Вайсенхорн (1516 – 1575), кмет на Аугсбург, и втората му съпруга Сидония фон Колау-Ватцлер († 19 август 1573), дъщеря на Георг фон Колаус-Ватцлер и Пракседис фон Нойхауз.
Брат е на Йоахим (1563 – 1607), господар на Тауфкирхен и Алтенердинг, Албрехт (1565 – 1624), Константин I (1569 – 1627), господар на Циненберг, Траян (1571 – 1609), господар на Унтерзулментинген, и Матиас (1572 – 1603). Полубрат е на Зигмунд (1542 – 1600), епископ на Регенсбург (1598 – 1600), и Северин (1551 – 1601), господар на Швабмюнхен, женен на 22 април 1583 г. във Визенщайг за Катарина фон Хелфенщайн-Визенщайг (1563 – 1627), която е полусестра на бъдещата му съпруга Мария Магдалена фон Хелфенщайн-Визенщайг.
Син му Йоханн Албрех (1597 – 1667) е издигнат през 1641 г. на граф на Кирхберг и Вайсенхорн.

## Фамилия
Алексиус Фугер фон Кирхберг и Вайсенхорн се жени 1593 г. за Мария фон Гумпенберг (1570 – 1613). Те имат 11 деца, пораства само един син:
- Вилхелм (*/† 1595)
- Мария Сидониа, (*/† 1596)
- Йохан Албрехт (1597 – 1667), издигнат на граф 1641 г., женен 1628 г. за Бригита фон Фраунхофен; имат 4 дъщери
- Йохан Зигмунд (* 1598)
- Фердинанд (*/† 1599)
- Мария Елизабет (1600 – 1604)
- Александер (1604 – 1610)
- Йохан Баптист (*/† 1607)
- Георг Раймунд (* 1608)
- Ева (*/† 1609)